# Cray (entreprise)
Pour les articles homonymes, voir Cray.
Cray est le nom d'une entreprise américaine fondée en 1972 par Seymour Cray, sous le nom de « Cray Research ». Elle se nomme « Cray » depuis sa fusion avec la société Tera Computer Company. Elle est rachetée en mai 2019 par Hewlett-Packard Enterprise.
La société conçoit et fabrique des superordinateurs, et a notamment produit un certain nombre des superordinateurs dont dispose la National Security Agency (NSA).
Lorsque la société était cotée en Bourse, le titre était coté au NASDAQ avec le code « CRAY ».

## Historique

### Départ de Control Data

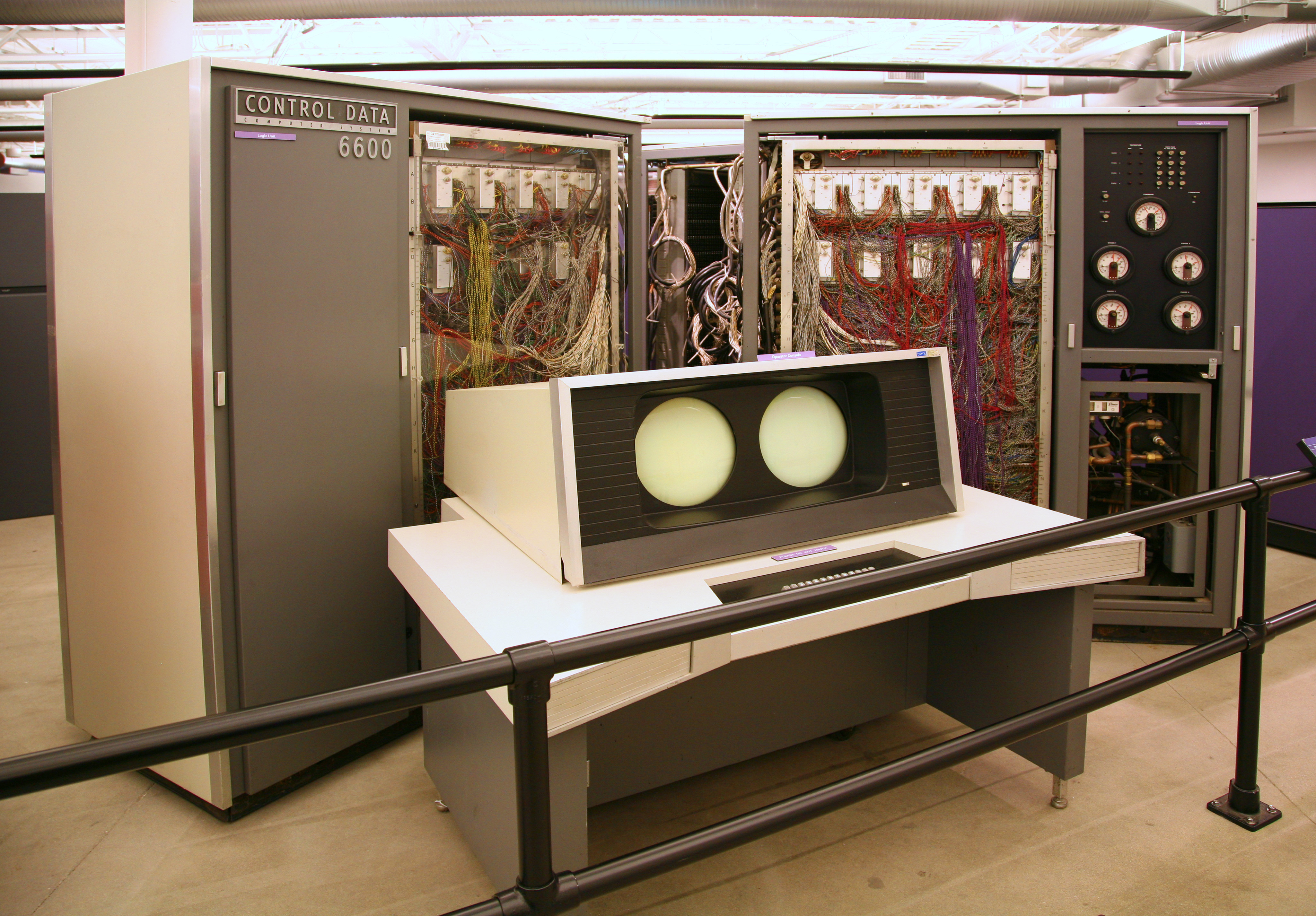
CDC 6600.

Dans les années 1950, Seymour Cray, un ingénieur américain, fait ses débuts à l’Engineering Research Associates (ERA), un bureau d'études de Saint Paul dans le Minnesota, où il participe à la création d'un des premiers ordinateurs, l’ERA 1103. Après le rachat par Sperry Univac (1957), il travaille encore quelque temps sur l'unité de calcul du Naval Tactical Data System (calculateur AN/USQ-17) avant de rejoindre en 1960 l'entreprise Control Data Corporation (CDC) au poste de directeur scientifique.
Devant les difficultés considérables soulevées par le développement du CDC 1604, Cray exige de Norris, le patron de Control Data, qu'on lui ouvre un laboratoire près de chez lui, à Chippewa Falls dans le Wisconsin, à 150 km à l’est de Saint-Paul. Cray justifiera la confiance de son employeur avec les succès des ordinateurs CDC 6600 et CDC 7600 ; mais, lorsque Control Data subit le contrecoup des coupes budgétaires de 1969 aux États-Unis, ses recherches sur le CDC 8600 se trouvent compromises, et on lui demande de suspendre ses travaux jusqu'en 1972.
Cray, d'accord avec Norris, décide alors de créer sa propre société, « Cray Research Inc. », avec un siège social à Minneapolis dans le Minnesota.

### De Cray Research à Cray Computer Corp. (1972-1996)
La première machine produite par Cray Research, le #Cray-1, connait un succès retentissant auprès des universitaires, puisqu'il dépasse tout ce qu'on avait connu jusqu'alors en termes de puissance de calcul. Dans le mois suivant son annonce, la société vend sa première unité pour 8 800 000 $. Seymour Cray reprend son travail sur le Cray-2, qui s’avère à peine plus rapide que le Cray X-MP, développé par d'autres ingénieurs de sa société. Pour synchroniser ces données, M. Cray utilisait des câbles de longueurs et de couleurs différentes pour obtenir une nanoseconde avec une longueur de 30 cm, puis 60 ou 90 cm selon les cas.[réf. souhaitée]
En 1979, Seymour Cray préfère démissionner de son poste de directeur général pour pouvoir se consacrer entièrement à ses recherches. Il met d'abord sur pied à Boulder dans le Colorado un nouveau laboratoire (Cray Laboratories) spécialisé dans les circuits VLSI destinés au Cray-2 : c'est un échec, le centre de recherche devant fermer boutique en 1982 ; impavide, Cray renouvelle l'expérience en 1989, en créant « Cray Computer Corporation » (CCC) à Colorado Springs, pour y concevoir le Cray-3, un ordinateur révolutionnaire par l'emploi systématique de semi-conducteur III-V à arséniure de gallium (GaAs). Cette fois-ci, la détente du climat politique (la Glasnost et la fin de la Guerre froide) étouffent les ventes (il ne put placer qu'un seul Cray-3) et la société part à vau-l'eau, avec une banqueroute prononcée en 1995. Les anciens de Cray Computer Corp. se regroupent au sein de l'ultime société du grand pionnier, SRC Computers, Inc., qui existe encore en 2014.

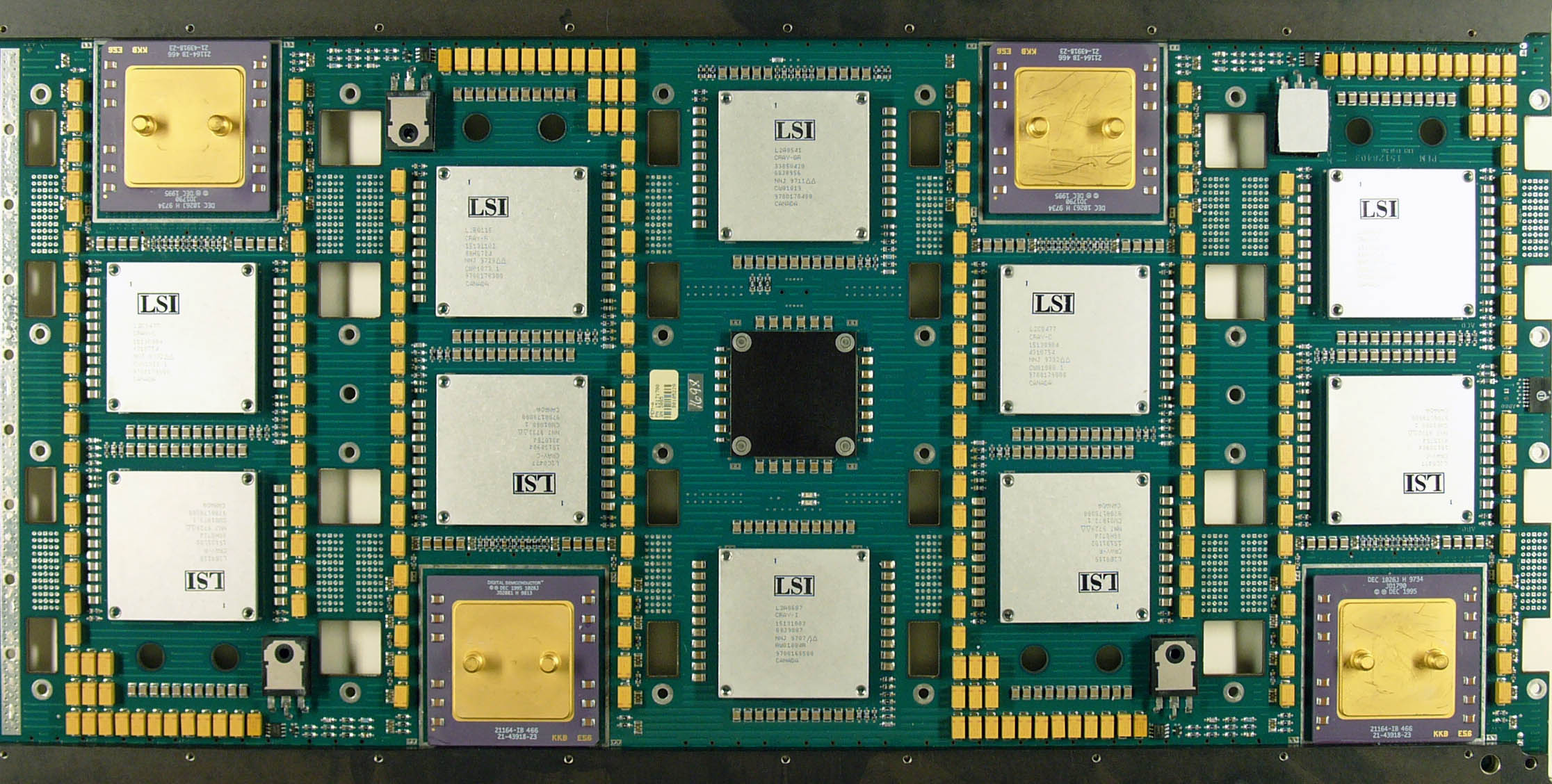
Carte mère d’un processeur Cray T3E-136/ac (ac pour air-cooled, refroidissement par air) ; la machine contenait 136 processeurs DEC Alpha EV5 au total.

Cray Research poursuit avec une nouvelle gamme d'ordinateurs, d'abord le Cray X-MP avec Steve Chen comme chef de projet, puis les Cray Y-MP, Cray C90 et Cray T90, reprenant, eux, l'architecture originale du Cray-1 mais en multipliant le nombre de processeurs, et en exploitant une cadence d'horloge très supérieure et une vectorisation à gros grain. Les aléas du Cray-2 incitèrent plusieurs concurrents (Scientific Computer Systems, American Supercomputer, Supertek) à développer des Crayettes, c'est-à-dire des calculateurs de technologie CMOS relativement bon marché, dont le code objet était compatible avec celui du Cray X-MP.
Dans la seconde moitié des années 1980, des constructeurs plus ambitieux (Fujitsu, Thinking Machines, Kendall Square Research, Intel, etc.) se lancent sur le marché des calculateurs massivement parallèles. Dans un premier temps, Cray Research dénigre ces initiatives, en affirmant que le développement d’algorithmes de calcul parallèle serait d'un coût considérable pour les clients ; puis ils doivent reconnaître que cette technologie est désormais le seul argument qui tire la demande de gros systèmes mainframe, et Cray Research entreprend un programme sur cinq ans pour devenir leader sur ce marché : cela débouche sur la production des séries Cray T3D et Cray T3E, exploitant les processeurs DEC Alpha.

### Depuis 2000
En 2000, Cray n'a plus qu'un seul concurrent sur le marché des supercalculateurs, NEC.[réf. nécessaire]
En 2018, le fournisseur d'études de marché Hyperion Research récense 1 300 collaborateurs chez Cray pour un chiffre d'affaires de 456 millions de dollars. L'entreprise est alors septième acteur mondial avec 2,3% de parts de marché.
En mai 2019, Hewlett-Packard Enterprise annonce l'acquisition de Cray pour 1,3 milliard de dollars. À compter de cette période, le titre n'est plus coté au NASDAQ.

## Produits

### Cray-1

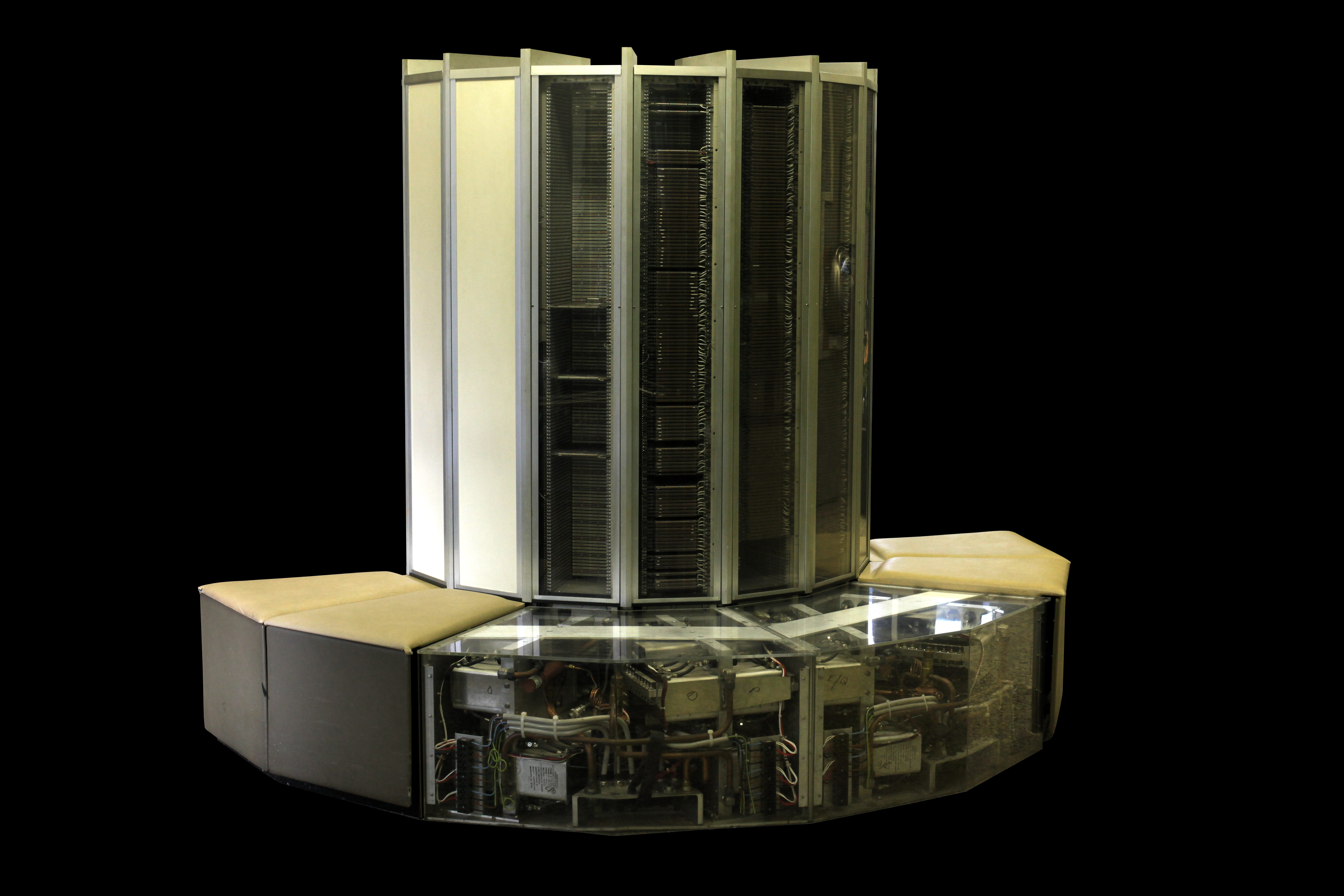
Cray-1 (lancé en 1976).

Le Cray-1, inventé par Seymour Cray, est lancé en 1976. Il s'agit d'un superordinateur à architecture vectorielle. Il est construit autour d'un processeur 64 bits cadencé à 83 MHz, doté de 8 Mo de mémoire vive et refroidi au fréon.
Il atteint une puissance de calcul de 80 MFLOPS (ou méga-FLOPS), soit la puissance moyenne d'un Intel Pentium de 1993. Une des innovations de cette machine est sa forme en arc de cercle qui permet de réduire les longueurs des différents fils. Ce supercalculateur pesant près de 5 tonnes[réf. souhaitée] coûtait près de 5 millions de dollars à l'époque. Le 1er Cray-1 a été livré au Los Alamos National Laboratory et au total 16 machines furent produites.
Actuellement un exemplaire du Cray 1 est exposé au Science Museum de Londres, un autre est visible au History Computer Museum de Cupertino, Californie.

### Cray X-MP

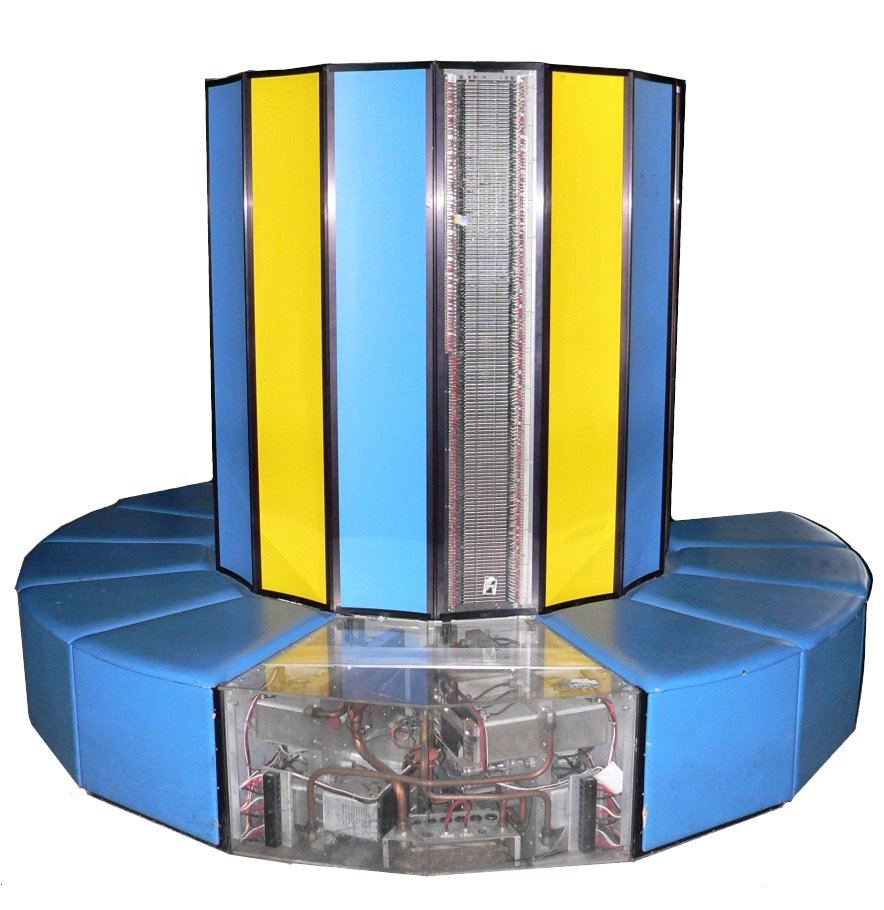
Cray X-MP (lancé en 1982) à l'EPFL (Suisse).

Le Cray X-MP, principalement inventé par Steve Chen, est lancé en 1982.
Ce supercalculateur est presque identique au Cray-1 pour ce qui est de l'apparence, notamment pour sa forme de fer à cheval, mais il est doté de deux processeurs cadencés à 105 MHz, pouvant atteindre 200 MFLOPS chacun. Ce modèle sera amélioré par la suite pour donner naissance en 1984 au quadriprocesseur Cray X-MP/48, chaque CPU étant cadencé à 117 MHz, pour une puissance unitaire théorique de 230 MFLOPS. Un Cray X-MP/48 était exposé au musée de l'informatique de la Défense, aujourd'hui fermé.

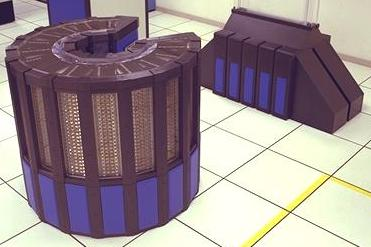
Cray-2 (lancé en 1985).

### Cray-2

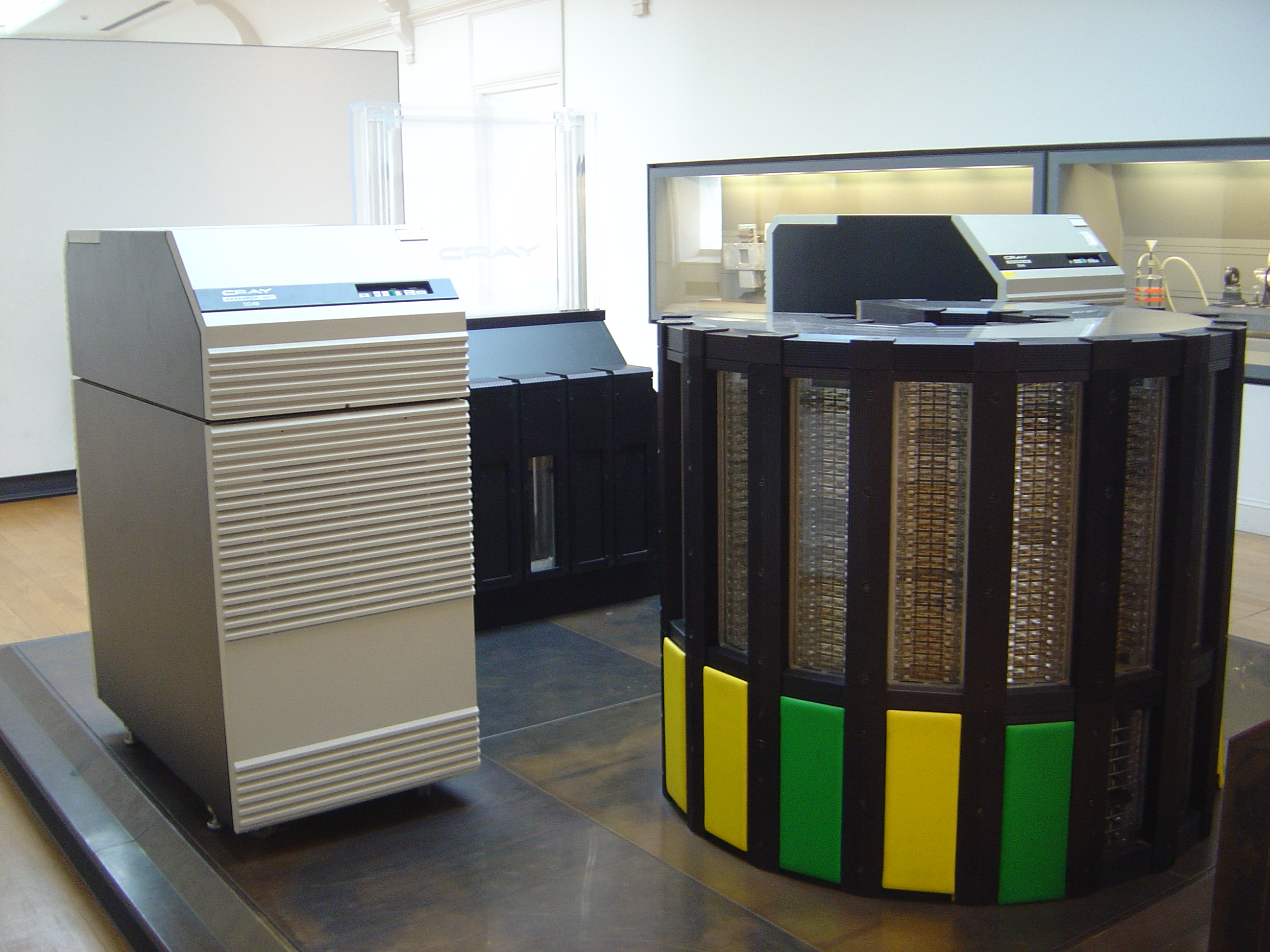
Cray-2 (avec son disque dur externe DD-49 à gauche) au Musée des Arts et Métiers de Paris (2005).

Le Cray-2, inventé par Seymour Cray et lancé en 1985, fut le deuxième supercalculateur à dépasser le GFLOPS après le M-13 Russe.
Fonctionnant sous le système Unix, il est composé de 2 à 4 processeurs fonctionnant à 283 MHz et peut adresser jusqu'à 4 Go de mémoire. Sa puissance est estimée à 1,7 GFLOPS (ou giga-FLOPS) (pour la configuration 4 processeurs). Pour cette machine, le refroidissement a dû être particulièrement étudié. La solution adoptée fut d'immerger l'ensemble du système dans un liquide conducteur de chaleur et isolant (un perfluorocarbure de la marque Fluorinert).
Un exemplaire du Cray-2 est exposé dans la collection permanente du Musée des arts et métiers à Paris en France.

### Cray-3
Fin 1989 cette machine est la première application notable à base d'arséniure de gallium. Ce superordinateur ne put jamais être vraiment produit, en particulier par faute de moyens, et provoqua la faillite de Cray Research en 1995. Silicon Graphics (SGI) a alors racheté Cray Research, pour le revendre en mars 2000 à Tera Computer Company (qui a choisi de se renommer Cray en avril 2000).

## Dans la culture populaire
- Les effets spéciaux informatiques des films Tron (1982)  et The Last Starfighter (1984) ont été générés par un supercalculateur Cray, une innovation à l'époque.
- La production du film War Games (1983) s'est en partie inspirée des superordinateurs Cray pour concevoir leur version de l'ordinateur central du NORAD, le « WOPR »[9].
- Les scénaristes de la série Code Lyoko se sont inspirés du supercalculateur Cray X-MP pour créer le supercalculateur de l'usine désaffectée.